# DB-Baureihe VT 12.5
Die Baureihe VT 125 bezeichnet einen ehemaligen Dieseltriebwagen der Deutschen Bundesbahn, der 1953 erstmals gebaut wurde. Er wurde zwei-, drei- oder vierteilig eingesetzt, ein Triebwagen VT 125 wurde ergänzt durch antriebslose Mittel- (VM 12) und Steuerwagen (VS 12) zu einem Triebzug. Dreiteilige Einheiten wurden meist mit zwei Triebwagen + antriebslosem Mittelwagen zusammengestellt. Planmäßig wurden aus zwölf Triebköpfen, vier Steuerwagen und dreizehn Mittelwagen die Triebzüge zusammengestellt und im Städteschnellverkehr eingesetzt. Der VT 125 verfügte über Großraumabteile in zwei Klassen.

## Geschichte
Mit den gewonnenen Erfahrungen aus dem Versuchstriebwagen VT 92 wurde der VT 125 für den Regionalverkehr konzipiert und dort bis 1984 eingesetzt. Vier Triebzüge aus Triebwagen, Mittelwagen und Steuerwagen wurden 1953 als VT/VM/VS 12 501–504 geliefert. Sie waren beim Bahnbetriebswerk Dortmund-Betriebsbahnhof stationiert und verkehrten ab Sommerfahrplan 1953 zwischen Dortmund und Köln. Ab Mitte Mai 1954 kamen sie zum  Bahnbetriebswerk Hamburg-Altona und befuhren die Bahnstrecken Hamburg-Altona–Kiel, Hamburg–Lübeck, Kiel–Flensburg und Hamburg–Bremen.
1957 kamen noch einmal acht Triebwagen VT 12 505–512 und neun Mittelwagen VM 12 505–513 dazu, die alle in Hamburg-Altona stationiert waren. Fünf überzählige VS 085 (509–513) wurden zu Steuerwagen VS 12 505–509 umgebaut. Diese zweite Lieferung war auch ab Werk für den Trajektverkehr der Eisenbahnfähre Großenbrode–Gedser und später der Vogelfluglinie nach Dänemark eingerichtet. Besondere Bedeutung hatte der Bahnhof Neumünster, wo die als Einheit von Hamburg kommenden Züge getrennt wurden und nun einzeln nach Kiel beziehungsweise Flensburg weiterfuhren, während sie in der Gegenrichtung mittels Scharfenbergkupplung wieder zusammengestellt wurden und vereint nach Hamburg zurückfuhren.
Die Fahrzeuge der Fernverkehrvariante VT 085, in den frühen 1960er Jahren immer mehr von Elektrolokomotiven verdrängt, wurden in einem Umbau, der bei den letzten Zügen 1970 abgeschlossen war, dem VT 125 angeglichen und als VT 126 bezeichnet. Ab 1968 trugen die VT 125 die EDV-Baureihenbezeichnung 612, die VT 126 wurden in 613 umgezeichnet.
In den 1970er Jahren war die Baureihe außer in Hamburg-Altona in Köln-Nippes und Braunschweig beheimatet und im Bezirksverkehr eingesetzt. Nach einem Unfall schied der 612 501 am 10. August 1971 als erster seiner Gattung aus dem Dienst aus. 1979 folgten 612 504 und 612 510. Hauptkonkurrent wurden mit Baureihe 218 bespannte Züge. Nach einer Ausmusterungswelle waren die letzten Triebzüge ab 1982 in Bahnbetriebswerk Braunschweig stationiert. Dort wurden die „Eierköpfe“ schließlich durch Triebzüge der Baureihen 614 und 624/634 abgelöst und zum Sommerfahrplan 1985 ausgemustert. Erhalten blieben allein die 1957 gebauten Triebköpfe 612 506 und 507 sowie die beiden Mittelwagen 912 501 und 507. Sie wurden nach langer Abstellzeit restauriert und zunächst in den Bestand des Verkehrsmuseums Nürnberg übernommen.

## Technik
Der VT 125 wurde aus dem Schnelltriebwagen VT 085 abgeleitet. Äußerlich lässt sich der VT 125 vom VT 085 nur durch die zusätzlichen Mitteleinstiegstüren und breitere Endtüren unterscheiden. Die vier ersten Züge führten bei Ablieferung zum Unterschied auch die 3. Klasse, die nach der Klassenreform 1956 als 2. Klasse geführt wurde. Ein weiterer Unterschied betrifft das Heizungssystem: Der VT 125 hatte eine zentrale ölgefeuerte Warmwasserheizung für bis zu drei Wagen, die im Motorwagen untergebracht war, während der VT 085 unabhängige ölgefeuerte Heizungen in jedem Wagen hatte. Dies schränkte eine freizügige Kombination mit dem VT 085 ein.
Der Motorwagen hatte neben dem Führerraum, der gegenüber dem VT 08.5 etwas vergrößert war, wie bei diesem ein Gepäck- und ein Postabteil. Außerdem gab es ein Großraumabteil mit 44 Sitzplätzen mit Mittelgang 2+2 für die 3. Klasse (2. Klasse) bei 1600 mm Abteiltiefe. Im Mittelwagen gab es in der einen Wagenhälfte ein ebensolches Großraumabteil, auf der anderen ein 3.-Klasse-Großraum mit 28 Sitzplätzen und, zum Ende hin, ein Großraum 2. Klasse mit 20 Plätzen bei 2000 mm Abteiltiefe. Im Steuerwagen gab es auf der einen Seite ein Großraumabteil 2. Klasse mit 20 Plätze und eines 3. Klasse mit 16 Plätzen und zum Steuerabteil hin zwei Großräume 3. Klasse mit 24 und 16 Plätzen.
Für den Einsatz auf der Eisenbahnfähre Großenbrode–Gedser als Kopenhagen-Express musste der Wagenkasten zum Befahren der Fährbrückenrampen bei ungünstigem Wasserstand um fünf Zentimeter höher gelegt werden und die Wagen mit Verzurrösen ausgerüstet werden, bei der zweiten Serie geschah das schon ab Werk.

## Verbleib
1988 übernahm die DB-Freizeitgruppe „BSW-Gruppe VT612 Stuttgarter Rössle“ den Dieseltriebzug 612 506/507 mit den Mittelwagen 912 501 und 507 zur musealen Aufarbeitung (Steuerwagen 912 601 wurde Ersatzteilspender). Nach erfolgreicher Restaurierung wurde der Triebzug in Anlehnung an das Stuttgarter Wappentier vom damaligen Oberbürgermeister der Stadt Stuttgart, Manfred Rommel, auf den Namen „Stuttgarter Rössle“ getauft. Seit 1991 war der vierteilige Triebzug von Stuttgart aus für Sonderfahrten unterwegs. 2006 wurde das „Stuttgarter Rössle“ von der Regionalverkehr Alb-Bodensee (RAB), einer Tochtergesellschaft der Deutschen Bahn, übernommen. Zwischen 2008 und 2. Dezember 2013 war es zur Sanierung abgestellt, seitdem ist der Triebzug wieder zusammengesetzt. Ein Defekt in der Kraftübertragung des Triebdrehgestells des Triebkopfs 507 verhinderte dann eine Überführung zur Bremsrevision ins Betriebswerk Ulm der RAB. Erst am 22. August 2015 wurde das „Stuttgarter Rössle“ von der Lok 218 410 nach Ulm überführt, wo er abgestellt blieb. Der Triebzug kam 2018 wieder zur Aufarbeitung zu den Fahrzeugwerken Miraustraße (FWM) in Hennigsdorf, im März 2020 wurde er nach Aufarbeitung mit eigener Kraft wieder nach Tübingen überführt.

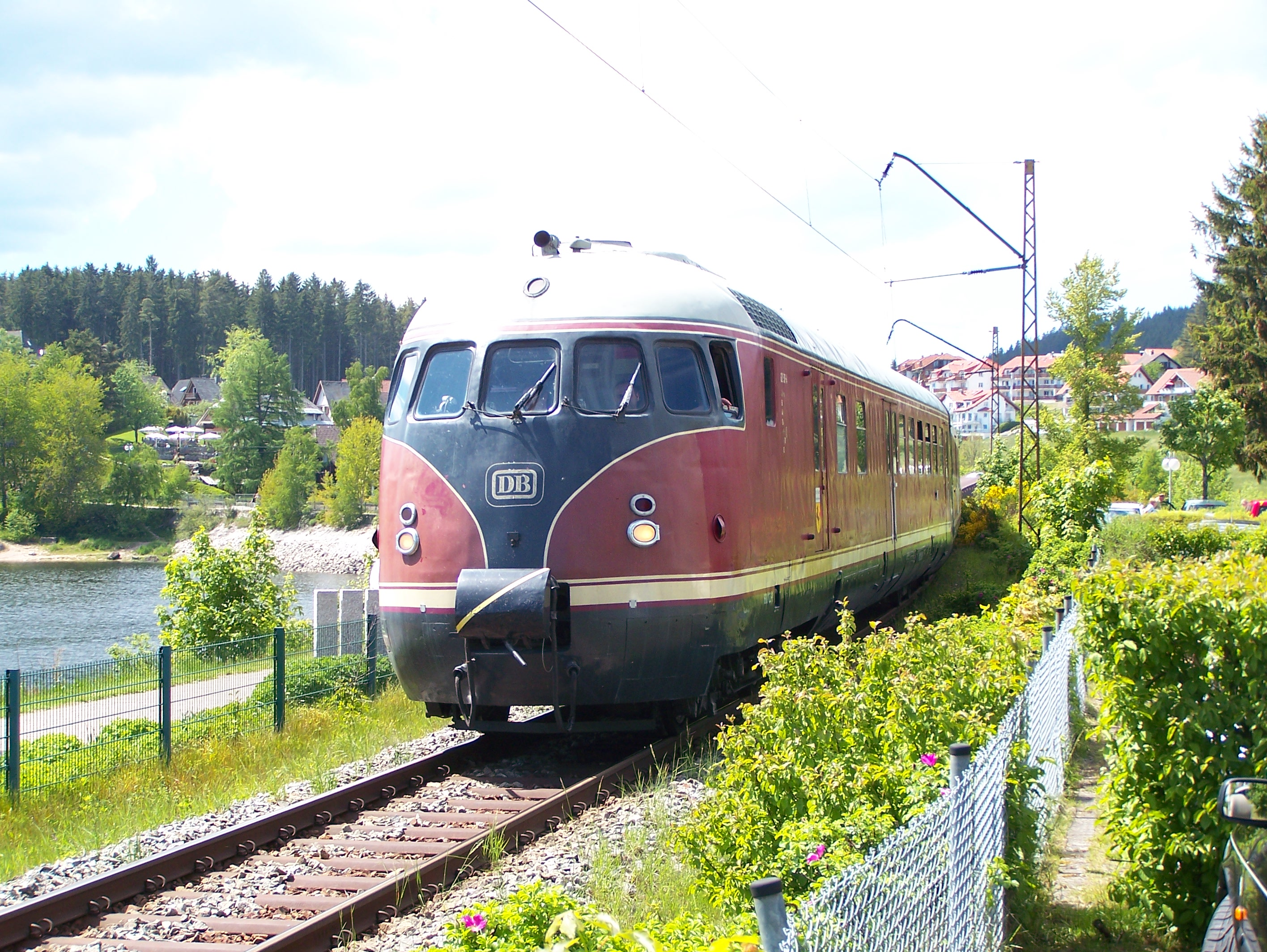
Stuttgarter Rössle
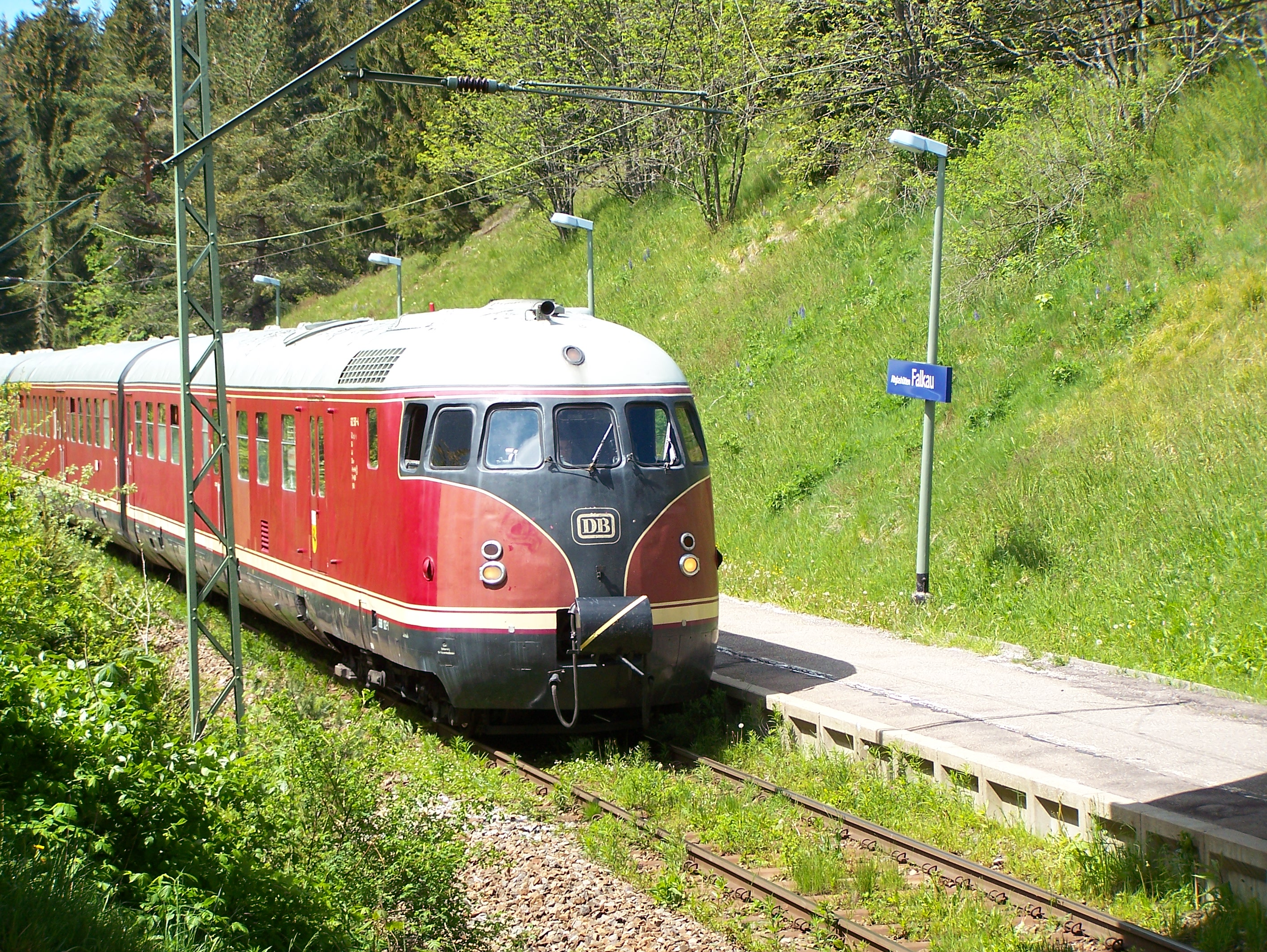
Stuttgarter Rössle
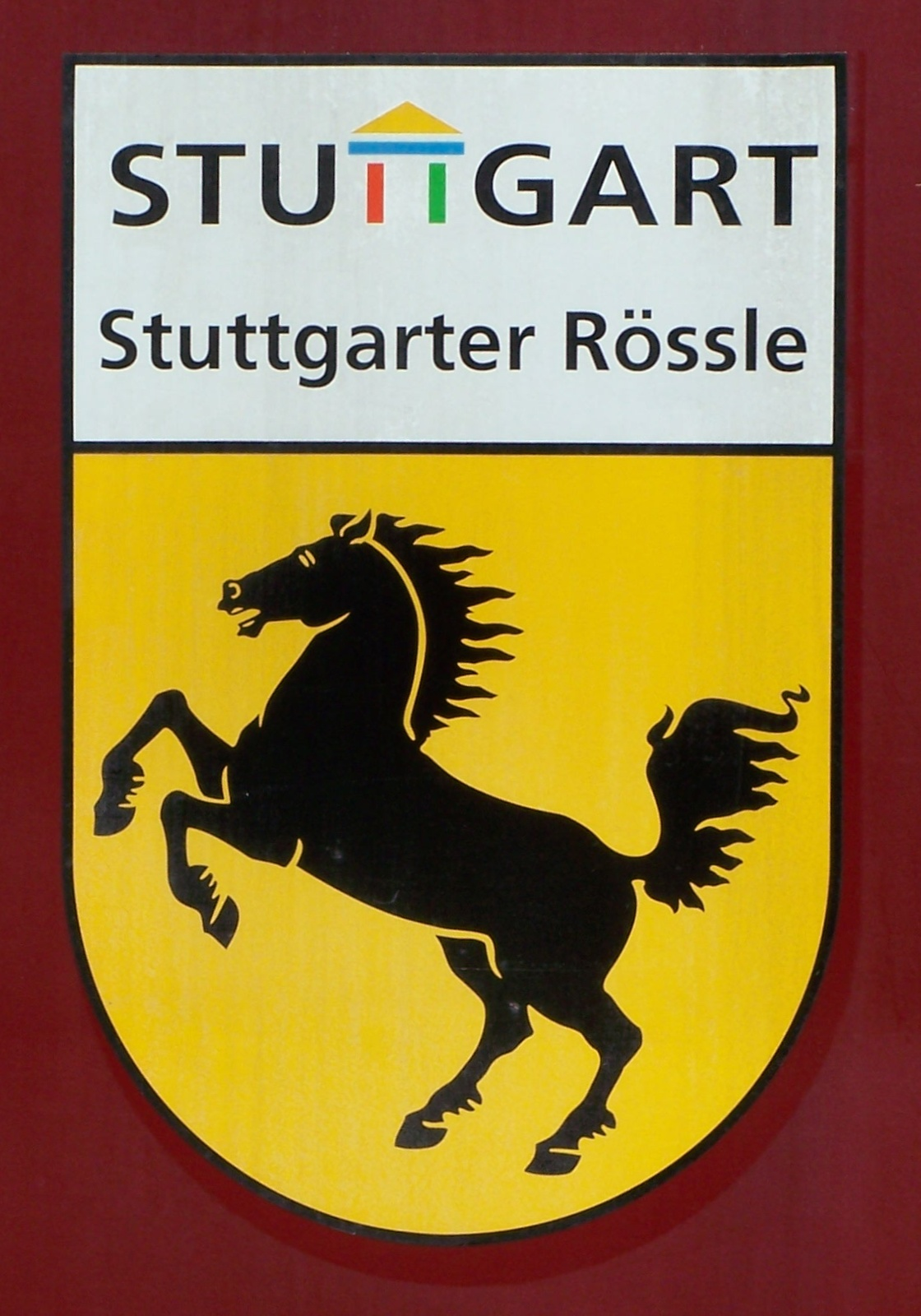
Logo des Stuttgarter Rössles
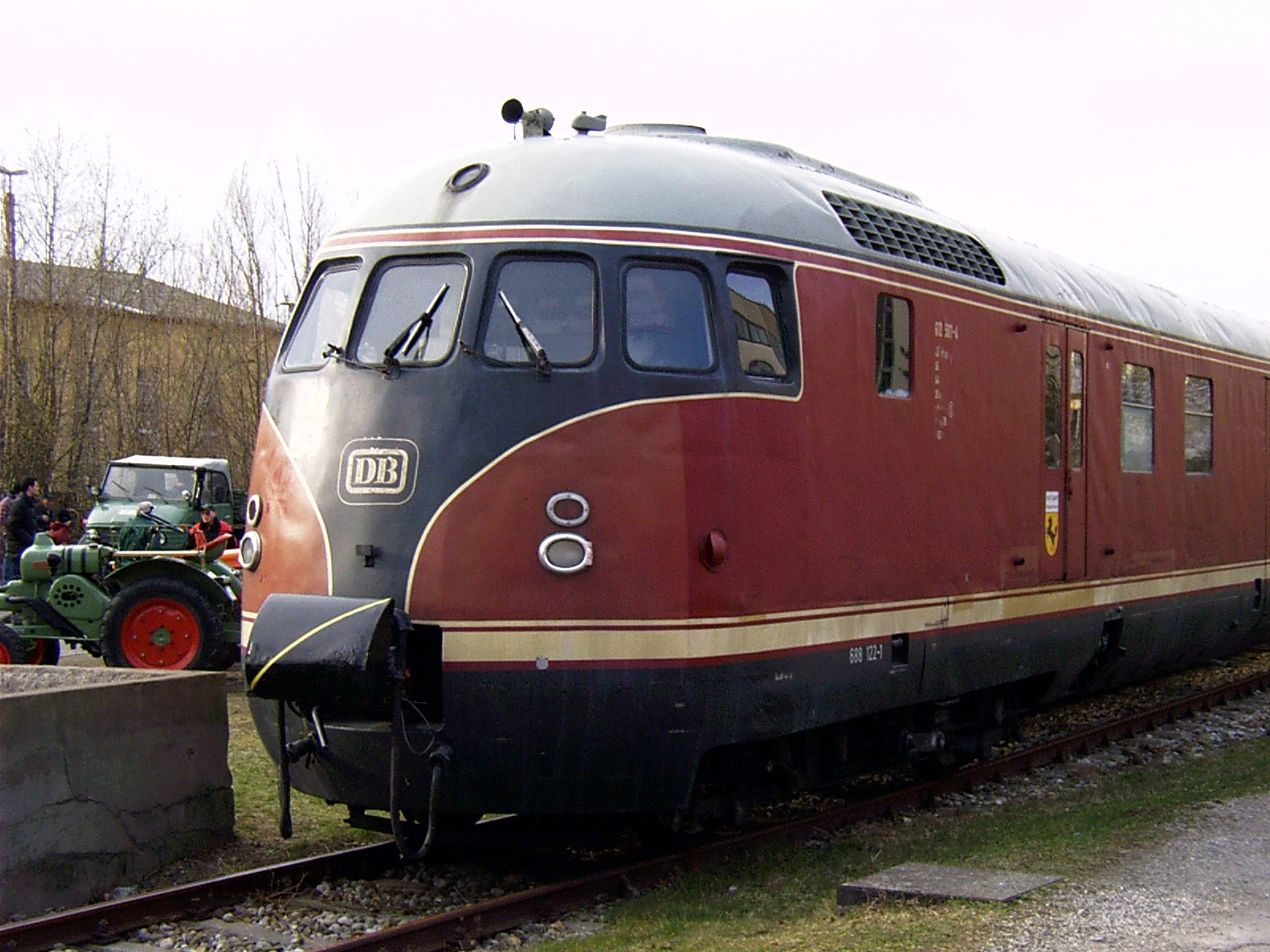
Stuttgarter Rössle zu Gast im Bahnpark Augsburg
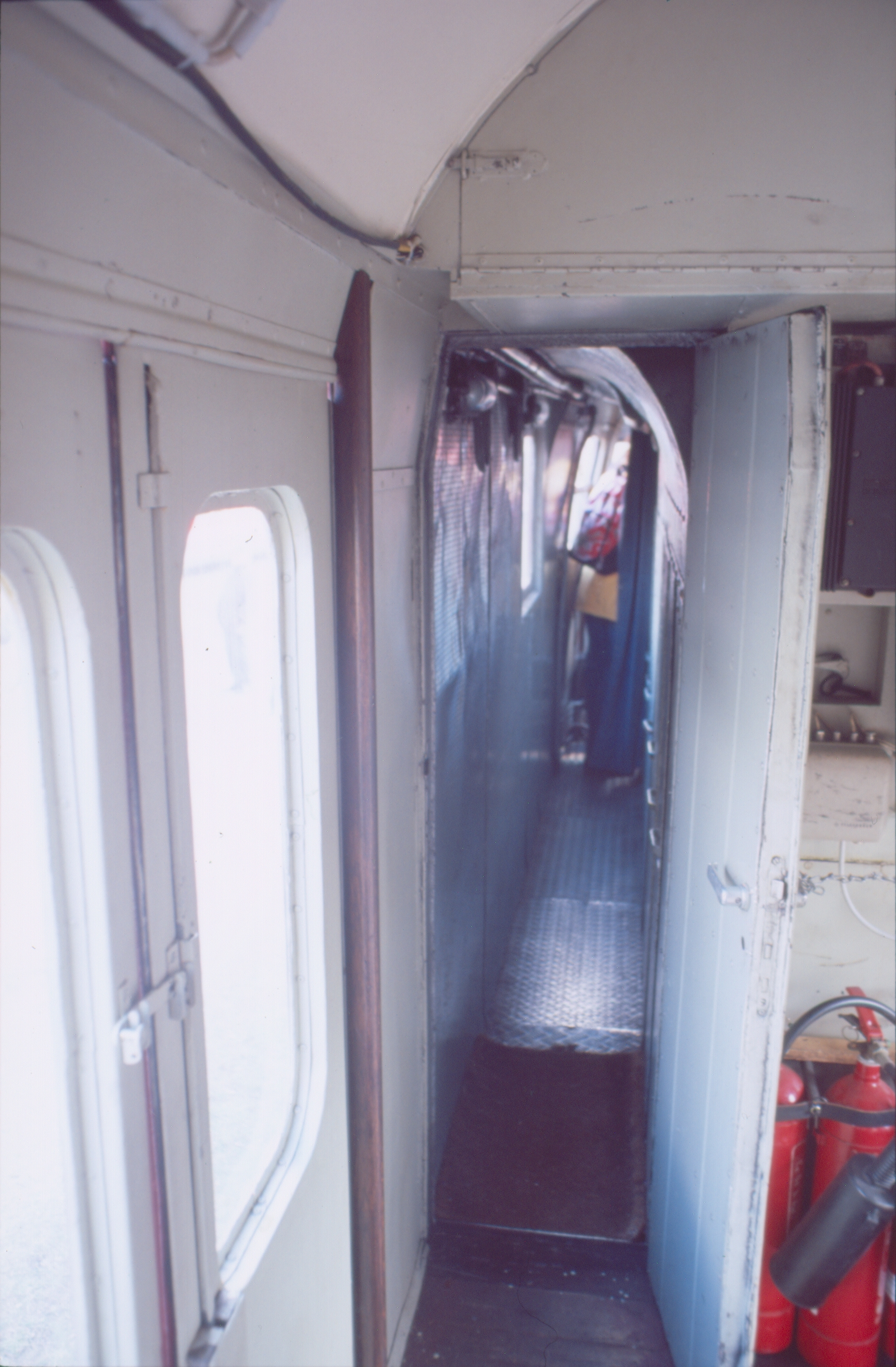
Der Gang zum Führerstand
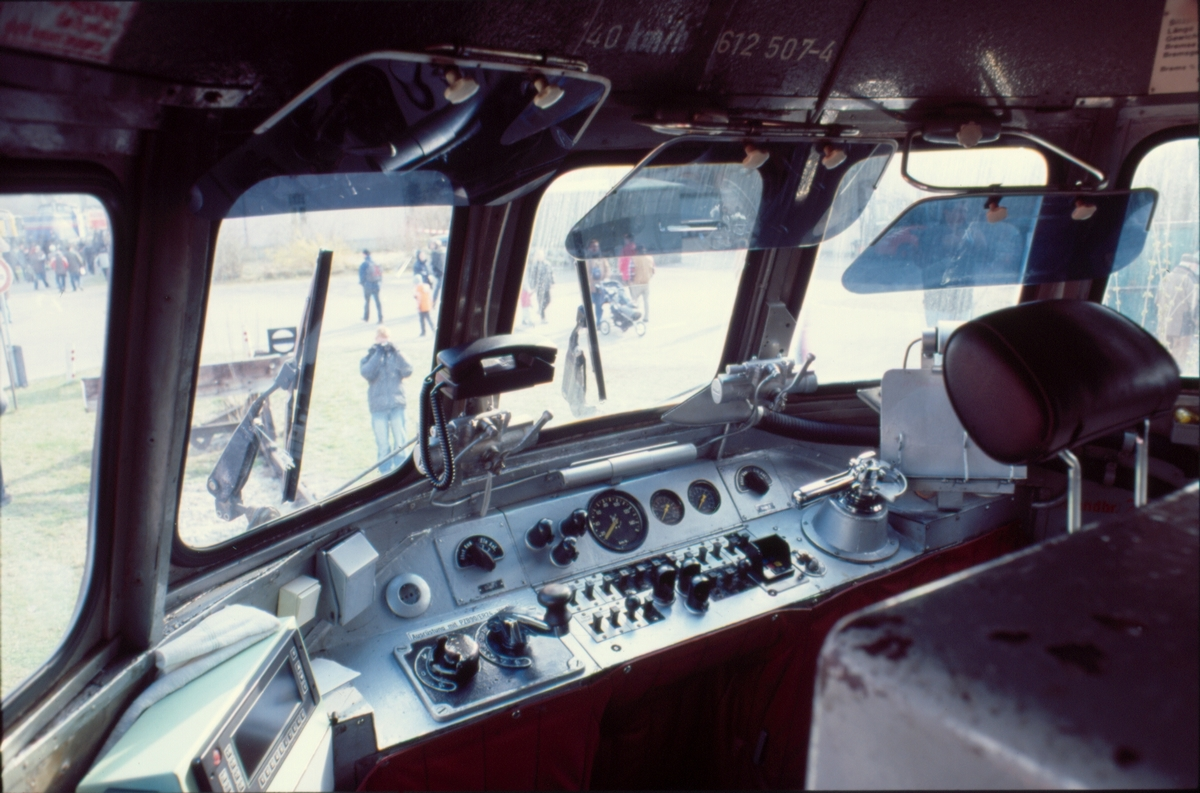
Führerstand
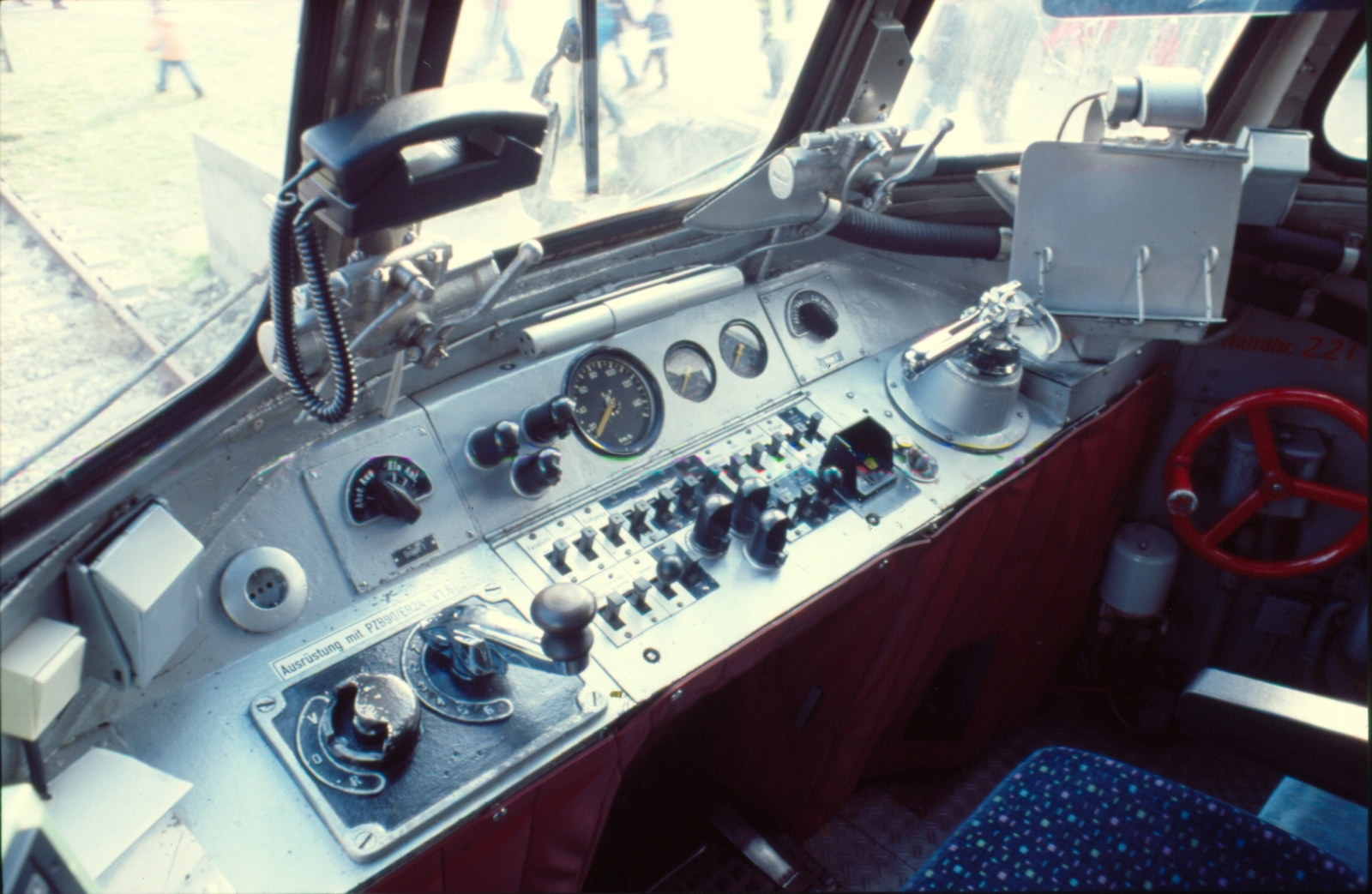
Fahrpult
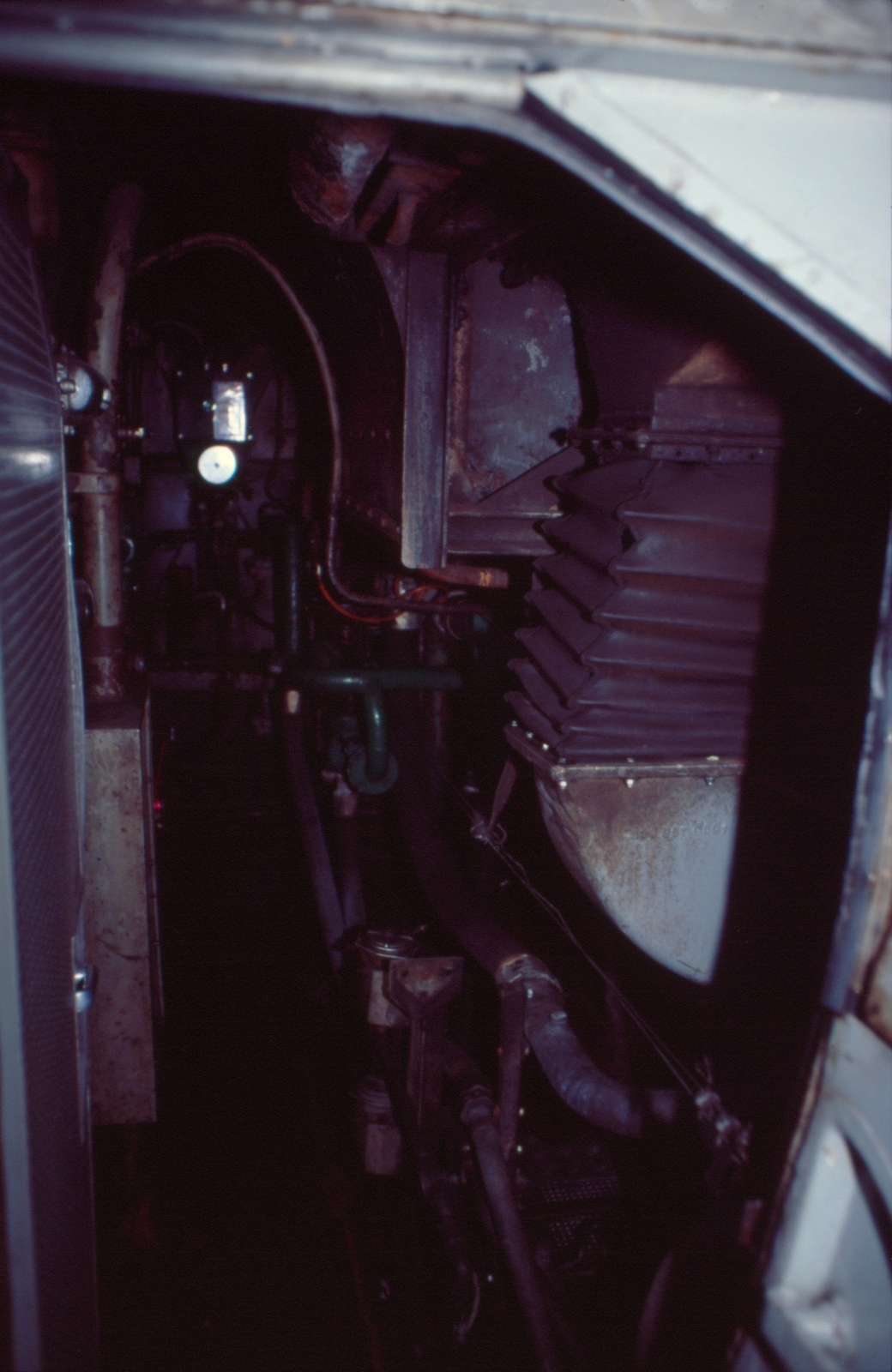
Blick in den Maschinenraum